# Kozakî, Zolociv
Kozakî (în ucraineană Козаки) este un sat în comuna Strutîn din raionul Zolociv, regiunea Liov, Ucraina.

## Demografie
Componența lingvistică a localității Kozakî
     Ucraineană (100%)
Conform recensământului din 2001, toată populația localității Kozakî era vorbitoare de ucraineană (100%).